# Won't Go Quietly
Won't Go Quietly is het tweede studioalbum van de Britse artiest Example uitgebracht op 20 juni 2010 door Data Records. Het nummer heeft de nummer 1-positie behaald in de Britse dancehitlijst en 4de positie in de Britse albumhitlijst. Verschillende producers zoals Calvin Harris, Sub Focus, MJ Cole en Chase & Status werkten mee aan het album. In oktober 2011 werd bekend dat het album 60.000 keer is verkocht in het Verenigd Koninkrijk.

## Tracklist
Alle teksten zijn geschreven door Example. 
| Nr. | Titel                                | Duur |
| --- | ------------------------------------ | ---- |
| 1.  | From Space                           | 3:09 |
| 2.  | Won't Go Quietly (albumversie)       | 4:02 |
| 3.  | Watch the Sun Come Up (albumversie)  | 4:22 |
| 4.  | Time Machine                         | 4:11 |
| 5.  | Something in the Water               | 3:53 |
| 6.  | Last Ones Standing                   | 3:24 |
| 7.  | Millionaires                         | 3:29 |
| 8.  | Two Lives                            | 3:29 |
| 9.  | Kickstarts                           | 3:01 |
| 10. | Sick Note                            | 4:07 |
| 11. | Dirty Face                           | 2:47 |
| 12. | Hooligans (VIP mix) (met Don Diablo) | 3:37 |
| 13. | See the Sea                          | 4:07 |
| 14. | Won't Believe the Fools              | 4:52 |

| Nr. | Titel                          | Duur |
| --- | ------------------------------ | ---- |
| 15. | Girl Can't Dance (radioversie) | 2:53 |

| Nr. | Titel                            | Duur |
| --- | -------------------------------- | ---- |
| 15. | Girl Can't Dance (Vandalism mix) | 5:38 |

| Nr. | Titel                                         | Duur |
| --- | --------------------------------------------- | ---- |
| 1.  | Loud                                          | 4:06 |
| 2.  | Girl Can't Dance (Chase & Status remix)       | 3:37 |
| 3.  | Dirty Face (Benga remix)                      | 4:48 |
| 4.  | Hooligans (Wire remix)                        | 5:15 |
| 5.  | Won't Go Quietly (The Wideboys Stadium Remix) | 3:12 |
| 6.  | Watch the Sun Come Up (Fred Falke remix)      | 8:12 |